# Trypeta longiseta
Trypeta longiseta är en tvåvingeart som beskrevs av Wang 1996. Trypeta longiseta ingår i släktet Trypeta och familjen borrflugor. Inga underarter finns listade i Catalogue of Life.